# Hypocrita joiceyi
Hypocrita joiceyi är en fjärilsart som beskrevs av Paul Dognin 1923. Hypocrita joiceyi ingår i släktet Hypocrita och familjen björnspinnare. Inga underarter finns listade i Catalogue of Life.